# McLean-Nunatakker
Die McLean-Nunatakker sind eine Gruppe aus drei Nunatakkern im ostantarktischen Georg-V.-Land. Sie ragen im westlichen Teil des Mertz-Gletschers in der Nähe seines Kopfendes auf.
Teilnehmer der Australasiatischen Antarktisexpedition (1911–1914) unter der Leitung des australischen Polarforschers Douglas Mawson entdeckten sie. Mawson benannte sie nach dem australischen Bakteriologen und Mediziner Archibald Lang McLean (1885–1922), einem Teilnehmer der Expedition.